# Система нульового обробітку землі
Систе́ма нульово́го обробі́тку ґру́нту, також відома як No-Till — сучасна система землеробства, за якої висаджування насіння відбувається у необроблений грунт шляхом нарізання борозни потрібної ширини і  глибини, достатньої для заглиблення насінини. Інші види обробітку не застосовуються. Допускається лише обробіток підпосівного шару у разі його переущільнення, але такий обробіток проводиться спеціальними знаряддями і надгрунтовий рослинний покрив у цей час не порушується. Обов'язковим елементом нульових технологій обробітку є постійний рослинний покрив з живих або мертвих (стерня або мульча) рослин.
Оскільки верхній шар ґрунту не пошкоджується, така система землеробства запобігає водній та вітровій ерозії ґрунтів, а також значно краще зберігає воду.
Тому нульовий обробіток найдоцільніше застосовувати в посушливих місцевостях, а також, навпаки, на розташованих на схилах полях в умовах вологого клімату. Хоча врожайність за цієї системи часом дещо нижча, ніж у випадку використання сучасних методів традиційного землеробства, але такий обробіток землі вимагає значно менших витрат праці та пального.
Нульовий обробіток ґрунту є сучасною, досить складною системою землеробства, яка вимагає спеціальної техніки та дотримання технологій і аж ніяк не зводиться до простої відмови від оранки. Зараз ця система набуває популярності і в Україні.

## Розповсюдження

Збільшення площ земель на яких господарюють за системою нульового обробітку землі за 15 років — з 1987 по 2002

| Країна    | Загальна площа оброблюваних земель в тисячах гектарів | Площа земель, на яких використовується нульовий обробіток ґрунту, тис. га | % земель під нульовим обробітком |
| --------- | ----------------------------------------------------- | ------------------------------------------------------------------------- | -------------------------------- |
| США       | 113 700                                               | 23 700                                                                    | 20,8 %                           |
| Бразилія  | 38 400                                                | 21 863                                                                    | 56,9 %                           |
| Аргентина | 29 000                                                | 16 000                                                                    | 55,2 %                           |
| Канада    | 23 500                                                | 13 400                                                                    | 57,0 %                           |
| Австралія | 72 000                                                | 9 000                                                                     | 12,5 %                           |
| Парагвай  | 2 200                                                 | 1 500                                                                     | 68,2 %                           |
| Інші      | 579 000                                               | 4 630                                                                     | 0,8 %                            |

## Технологія

### Відмова від оранки
В традиційній системі землеробства ґрунт готують до сівби механічним обробітком. За допомогою різноманітних операцій ґрунт обробляють, щоб створити насіннєве ложе з однорідним пухким ґрунтом, придатним для використання звичайних сівалок. Головною з цих операцій є оранка, за допомогою якої в землю приорюють пожнивні залишки, а поле зачищають від бур'янів. Однак, окрім значних витрат часу, праці та ресурсів, механічний обробіток ґрунту призводить до ерозії, а часто і до деградації ґрунтів. Система нульового обробітку ґрунту заснована на відмові від оранки. Власне її англійська назва англ. No-till означає «не орати». Непорушена структура ґрунту до сівби є важливим компонентом технології нульового обробітку ґрунту.

### Підготовка ґрунту
Хоча за постійного використання нульового обробітку ґрунт не обробляють, однак для переходу на цю систему часто доводиться проводити спеціальний обробіток. Головною вимогою до поля, яке обробляють за системою no-till, є рівна поверхня ґрунту, бо лише за такої умови можуть правильно працювати спеціальні сівалки, інакше частину насіння вони будуть сіяти занадто глибоко чи, навпаки, занадто мілко, що вплине на врожай. Для вирівнювання поверхні використовують культиватори чи іншу техніку.

### Пожнивні залишки
На відміну від традиційного рільництва, стерню не спалюють і не заорюють у землю, солому не забирають з полів. Нетоварні залишки, наприклад солому, після збору врожаю подрібнюють до певного розміру, а потім рівномірно розподіляють по полю. На поверхні формується ґрунтозахисне покриття, суміш ґрунту і подрібнених рослинних пожнивних залишків, яке протистоїть водній та вітровій ерозії, забезпечує збереження вологи, заважає росту бур'янів, сприяє активізації мікрофлори ґрунту і є базисом для відтворення родючого шару ґрунту та подальшого підвищення врожайності.
Для правильного господарювання за системою нульового обробітку ґрунту потрібно якомога більше мульчі: відповідно, при вирощуванні культур беруть до уваги не лише вихід товарної частини, а й вирощування максимальної кількості біомаси, наприклад, бажано вирощувати високі, а не низькорослі сорти пшениці, вводити в сівозміну культури з великою кількістю біомаси на зразок кукурудзи тощо.

### Сівба
Сівба за технологією нульового обробку вимагає спеціальних сівалок, які помітно ширші за звичайні, що значно економить пальне, робочий час людей і машин.

### Сівозміна
Сівозміна є одним з ключових елементів системи нульового обробітку ґрунту, причому велику роль у сівозміні відводять сидератам, які не лише покращують ґрунт, а й відіграють важливу роль у боротьбі з бур'янами, замінюючи в цьому аспекті оранку.

### Добрива та отрутохімікати
Добрива й отрутохімікати в системі нульового обробітку землі використовують не менш широко, ніж за традиційного сучасного господарювання. За деякими даними, відмова від оранки спричиняє збільшення використання гербіцидів.

## Переваги
Система нульового обробітку ґрунту має низку переваг порівняно з традиційною, що базується на оранці:
- економія ресурсів — пального, добрив, затрат праці та часу, зниження амортизаційних витрат
- зниження витрат значно перевищує незначне зниження врожайності та, відповідно, підвищується рентабельність
- збереження та відновлення родючого шару ґрунту
- зниження чи навіть повне запобігання ерозії ґрунтів
- накопичення вологи в ґрунті, що особливо актуальне в умовах степу, і, відповідно, помітне зниження залежності врожаю від погодних умов
- збільшення врожайності культур завдяки вищезгаданим чинникам

## Недоліки
Система нульового обробітку непридатна на надмірно зволожених, заболочених ґрунтах. В таких місцях вона може використовуватися лише за умови створення хороших дренажних систем. Відповідно на таких ґрунтах доцільно або ж вести сільське господарство традиційним способом з оранкою, або ж вкладати значні кошти в дренаж ґрунтів.
Відносним недоліком системи нульового обробітку ґрунту є її відносна складність та необхідність суворого дотримання агрокультури. Сівозміни, види та норми використання отрутохімікатів тощо мають бути підібрані спеціально для конкретного господарства з урахування клімату, ґрунтів, звичних в цій місцевості бур'янів і шкідників та інших факторів.

## Див.також
- Пермакультура
- Відновлювальне землеробство
- Біовугілля

### Книги
- No-till система землеробства в Україні: наука і практика / Р.А.Вожегова, Малярчук М.П., Грановська Л.М., 2021. ISBN 978-966-289-529-2.

### Журнали
- Agronomy for Sustainable Development
- Renewable Agriculture and Food Systems
- Agroecology and Sustainable Food Systems